# 우마르 파텍
우마르 파텍(인도네시아어: Umar Patek, 1970년 ~ )은 인도네시아의 이슬람주의자이다. 인도네시아의 이슬람주의 무장 조직인 제마 이슬라미야(Jemaah Islamiyah)의 요원 가운데 한 사람이다.
인도네시아 정부는 우마르 파텍이 2002년 발리 폭탄 테러에 연루되었다고 판단했다. 인도네시아, 미국, 오스트레일리아 정부로부터 테러 혐의로 기소되었으며 미국 국무부에서는 그에게 100만 미국 달러의 현상금을 내걸었다.
2011년 1월 25일 파키스탄 아보타바드에서 체포되었고 2012년 6월 21일에는 2002년 발리 폭탄 테러에 가담한 혐의로 인도네시아 법원으로부터 징역 20년을 선고받았다.

## 같이 보기
- 2002년 발리 폭탄 테러